# 2. ŽNL Zadarska 2016./17.
2. ŽNL Zadarska u sezoni 2016./17. predstavlja 2. rang županijske lige u Zadarskoj županiji, te ligu petog ranga hrvatskog nogometnog prvenstva. Sudjelovalo je devet klubova, a ligu je osvojio Arbanasi iz Zadra.

## Sudionici
- Arbanasi – Zadar
- Debeljak – Debeljak, Sukošan
- Gorica – Gorica, Sukošan
- Murvica – Murvica, Poličnik
- Nova Zora – Sveti Filip i Jakov
- Pag – Pag
- Podgradina – Podgradina, Posedarje
- Vrčevo – Glavica, Sukošan
- Zrmanja – Obrovac

## Ljestvica
| Poz. | Momčad       | U  | P  | N | I  | G+ | G– | G+/– | Bod. | Nastavak natjecanja ili ispadanje |
| ---- | ------------ | -- | -- | - | -- | -- | -- | ---- | ---- | --------------------------------- |
| 1.   | Arbanasi (P) | 16 | 14 | 0 | 2  | 36 | 14 | +22  | 41   | 1. ŽNL                            |
| 2.   | Nova Zora    | 16 | 12 | 1 | 3  | 50 | 20 | +30  | 37   |                                   |
| 3.   | Murvica      | 16 | 7  | 2 | 7  | 27 | 24 | +3   | 23   |                                   |
| 4.   | Gorica       | 16 | 7  | 2 | 7  | 31 | 30 | +1   | 23   |                                   |
| 5.   | Zrmanja      | 16 | 7  | 1 | 8  | 37 | 30 | +7   | 22   |                                   |
| 6.   | Podgradina   | 16 | 5  | 6 | 5  | 14 | 17 | −3   | 21   |                                   |
| 7.   | Vrčevo       | 16 | 5  | 3 | 8  | 20 | 31 | −11  | 18   |                                   |
| 8.   | Debeljak     | 16 | 3  | 2 | 11 | 23 | 53 | −30  | 10   |                                   |
| 9.   | Pag          | 16 | 3  | 1 | 12 | 16 | 35 | −19  | 9    |                                   |

1. ↑  1 bod oduzet od saveza.
2. ↑  1 bod oduzet od saveza.
3. ↑  1 bod oduzet od saveza.

## Rezultati
| 1. kolo              | 1. kolo  |
| -------------------- | -------- |
| Podgradina – Vrčevo  | 2:2      |
| Zrmanja – Gorica     | 1:3      |
| Murvica – Pag        | 5:0      |
| Nova Zora – Arbanasi | 3:0 p.f. |
| [ 1 ]                |          |

| 2. kolo               | 2. kolo |
| --------------------- | ------- |
| Nova Zora – Pag       | 2:0     |
| Gorica – Murvica      | 4:0     |
| Vrčevo – Zrmanja      | 4:0     |
| Debeljak – Podgradina | 1:0     |
| [ 2 ]                 |         |

| 3. kolo            | 3. kolo |
| ------------------ | ------- |
| Zrmanja – Debeljak | 6:2     |
| Murvica – Vrčevo   | 3:0     |
| Nova Zora – Gorica | 6:0     |
| Arbanasi – Pag     | 2:0     |
| [ 3 ]              |         |

| 4. kolo              | 4. kolo |
| -------------------- | ------- |
| Gorica – Arbanasi    | 4:1     |
| Vrčevo – Nova Zora   |         |
| Debeljak – Murvica   | 2:4     |
| Podgradina – Zrmanja | 0:2     |
| [ 4 ]                |         |

| 5. kolo              | 5. kolo |
| -------------------- | ------- |
| Murvica – Podgradina | 0:0     |
| Nova Zora – Debeljak | 3:3     |
| Arbanasi – Vrčevo    | 5:1     |
| Pag – Gorica         | 3:1     |
| [ 5 ]                |         |

| 6. kolo                | 6. kolo |
| ---------------------- | ------- |
| Vrčevo – Pag           | 0:0     |
| Debeljak – Arbanasi    | 1:3     |
| Podgradina – Nova Zora | 2:1     |
| Zrmanja – Murvica      | 0:2     |
| [ 6 ]                  |         |

| 7. kolo               | 7. kolo |
| --------------------- | ------- |
| Nova Zora – Zrmanja   | 4:2     |
| Arbanasi – Podgradina | 2:1     |
| Pag – Debeljak        | 1:3     |
| Gorica – Vrčevo       | 4:0     |
| [ 7 ] [ 8 ]           |         |

| 8. kolo             | 8. kolo |
| ------------------- | ------- |
| Debeljak – Gorica   | 2:2     |
| Podgradina – Pag    | 1:1     |
| Zrmanja – Arbanasi  | 1:3     |
| Murvica – Nova Zora | 2:4     |
| [ 7 ] [ 9 ]         |         |

| 9. kolo             | 9. kolo |
| ------------------- | ------- |
| Arbanasi – Murvica  | 2:0     |
| Pag – Zrmanja       | 5:2     |
| Gorica – Podgradina | 1:1     |
| Vrčevo – Debeljak   | 0:2     |
| [ 10 ]              |         |

| 10. kolo             | 10. kolo |
| -------------------- | -------- |
| Vrčevo – Podgradina  | 0:0      |
| Gorica – Zrmanja     | 0:5      |
| Pag – Murvica        | 0:1      |
| Arbanasi – Nova Zora | 2:1      |
| [ 11 ] [ 12 ]        |          |

| 11. kolo              | 11. kolo |
| --------------------- | -------- |
| Pag – Nova Zora       | 0:3      |
| Murvica – Gorica      | 2:3      |
| Zrmanja – Vrčevo      |          |
| Podgradina – Debeljak | 2:0      |
| [ 13 ]                |          |

| 12. kolo           | 12. kolo |
| ------------------ | -------- |
| Debeljak – Zrmanja | 2:4      |
| Vrčevo – Murvica   | 3:2      |
| Gorica – Nova Zora | 0:1      |
| Pag – Arbanasi     | 0:1      |
| [ 14 ]             |          |

| 13. kolo             | 13. kolo |
| -------------------- | -------- |
| Arbanasi – Gorica    | 4:1      |
| Nova Zora – Vrčevo   | 4:2      |
| Murvica – Debeljak   | 3:1      |
| Zrmanja – Podgradina | 1:1      |
| [ 15 ]               |          |

| 14. kolo             | 14. kolo |
| -------------------- | -------- |
| Podgradina – Murvica | 0:0      |
| Debeljak – Nova Zora | 1:8      |
| Vrčevo – Arbanasi    | 0:1      |
| Gorica – Pag         | 3:0      |
| [ 16 ]               |          |

| 15. kolo               | 15. kolo |
| ---------------------- | -------- |
| Pag – Vrčevo           | 1:2      |
| Arbanasi – Debeljak    | 6:1      |
| Nova Zora – Podgradina | 4:0      |
| Murvica – Zrmanja      | 2:1      |
| [ 12 ]                 |          |

| 16. kolo              | 16. kolo |
| --------------------- | -------- |
| Zrmanja – Nova Zora   | 4:1      |
| Podgradina – Arbanasi | 0:1      |
| Debeljak – Pag        | 2:5      |
| Vrčevo – Gorica       | 2:1      |
| [ 17 ]                |          |

| 17. kolo            | 17. kolo |
| ------------------- | -------- |
| Gorica – Debeljak   | 3:0      |
| Pag – Podgradina    | 0:1      |
| Arbanasi – Zrmanja  | 1:0      |
| Nova Zora – Murvica | 2:1      |
| [ 18 ]              |          |

| 18. kolo            | 18. kolo |
| ------------------- | -------- |
| Murvica – Arbanasi  | 0:2      |
| Zrmanja – Pag       | 5:0      |
| Podgradina – Gorica | 2:1      |
| Debeljak – Vrčevo   | 0:3      |
| [ 19 ] [ 20 ]       |          |

## Najbolji strijelci
- 22 gola
  - Luka Tulumović (Zrmanja)
- 12 golova
  - Bepo Pelicarić (Nova Zora)
- 11 golova
  - Branimir Batur (Nova Zora)

## Poveznice
- Nogometni savez Zadarske županije
- nszz-zadar.hr, 2. ŽNL  Arhivirana inačica izvorne stranice od 10. listopada 2016. (Wayback Machine)
- 2. ŽNL Zadarska
- 1. ŽNL Zadarska 2016./17.
- Kup Nogometnog saveza Zadarske županije 2016./17.